# Xã South West, Quận Barton, Missouri
Xã South West (tiếng Anh: South West Township) là một xã thuộc quận Barton, tiểu bang Missouri, Hoa Kỳ. Năm 2010, dân số của xã này là 642 người.